# Savilian Professor of Astronomy
Savilian Professorship of Astronomy er et professorat i astronomi ved Oxfords Universitet. Det blev instiftet i 1619 af Henry Savile, som samtidigt også instiftede stillingen som Savilian Professor of Geometry.

## Indehavere
- 1619 John Bainbridge
- 1643 John Greaves
- 1649 Seth Ward
- 1661 Christopher Wren
- 1673 Edward Bernard
- 1691 David Gregory
- 1708 John Caswell
- 1712 John Keill
- 1721 James Bradley
- 1763 Thomas Hornsby
- 1810 Abraham Robertson
- 1827 Stephen Peter Rigaud
- 1839 George Henry Sacheverell Johnson
- 1842 William Fishburn Donkin
- 1870 Charles Pritchard
- 1893 Herbert Hall Turner
- 1932 Harry Hemley Plaskett
- 1960 Donald Eustace Blackwell
- 1988 George Petros Efstathiou
- 1999 Joseph Ivor Silk
- 2012 Steven A. Balbus